# 경영평의회
경영평의회(독일어: Betriebsrat)는 몇몇 국가에서 현장(shop-floor)교섭조직으로서 설치되는 조직으로서, 노동조합을 보완하는 역할을 하지만 노동조합으로부터 독립적이다.
나라마다 이름이 다른데, 영국에서는 공동자문위원회(영어: joint consultative committee) 또는 직원평의회(영어: employees’ council), 독일어권에서는 경영평의회(독일어: Betriebsrat, 네덜란드어: ondernemingsraad), 남유럽에서는 기업위원회(이탈리아어: comitato aziendale, 스페인어: comité de empresa), 프랑스에서는 사회경제위원회(프랑스어: comité social et économique), 덴마크에서는 협동위원회(덴마크어: Samarbejdsudvalg)라고 한다.
이 모델의 가장 성공적인 구현사례는 독일의 경영평의회이며, 따라서 가장 많이 언급된다. 독일에서 단체협약은 나라 전체에 대하여 적용되는 것으로서 전국단위 산별노조(e.g. 금속산별연합)와 사용자단체 사이에서 이루어진다. 그러면 각 기업 및 공장 같은 현장 수준에서는 경영평의회에서 노사가 만나 전국적으로 타결된 단협을 현장의 상황에 맞게 조율하는 일만 하는 것이다. 독일의 경영평의회 평의원들의 임기는 4년이며, 노동자들이 선출한다. 평의원이 꼭 노조 조합원일 필요는 없으며, 아예 노조가 조직화되지 않은 현장에서도 경영평의회는 조직될 수 있다. 직장평의회 평의원이 이사회 임원으로 임명되기도 한다.
공동결정제와 마찬가지로 경영평의회가 존재하는 이유에 대해서는 크게 세 가지 견해가 있다. 첫째는 노사간의 소통창구를 체계화함으로써 노사분규의 발생가능성을 줄이는 것이다. 둘째는 고용주의 협상력은 줄이고 노동자의 협상력은 늘리는 것이다. 마지막 셋째는 공공정책을 통해 시장실패를 교정하는 것이다.

## 같이 보기
- 노동자평의회